# (38555) 1999 VG83
1999 VG83 (asteroide 38555) é um asteroide da cintura principal. Possui uma excentricidade de 0.09884910 e uma inclinação de 1.42827º.
Este asteroide foi descoberto no dia 1 de novembro de 1999 por Spacewatch em Kitt Peak.